# Geschützte Grünanlage

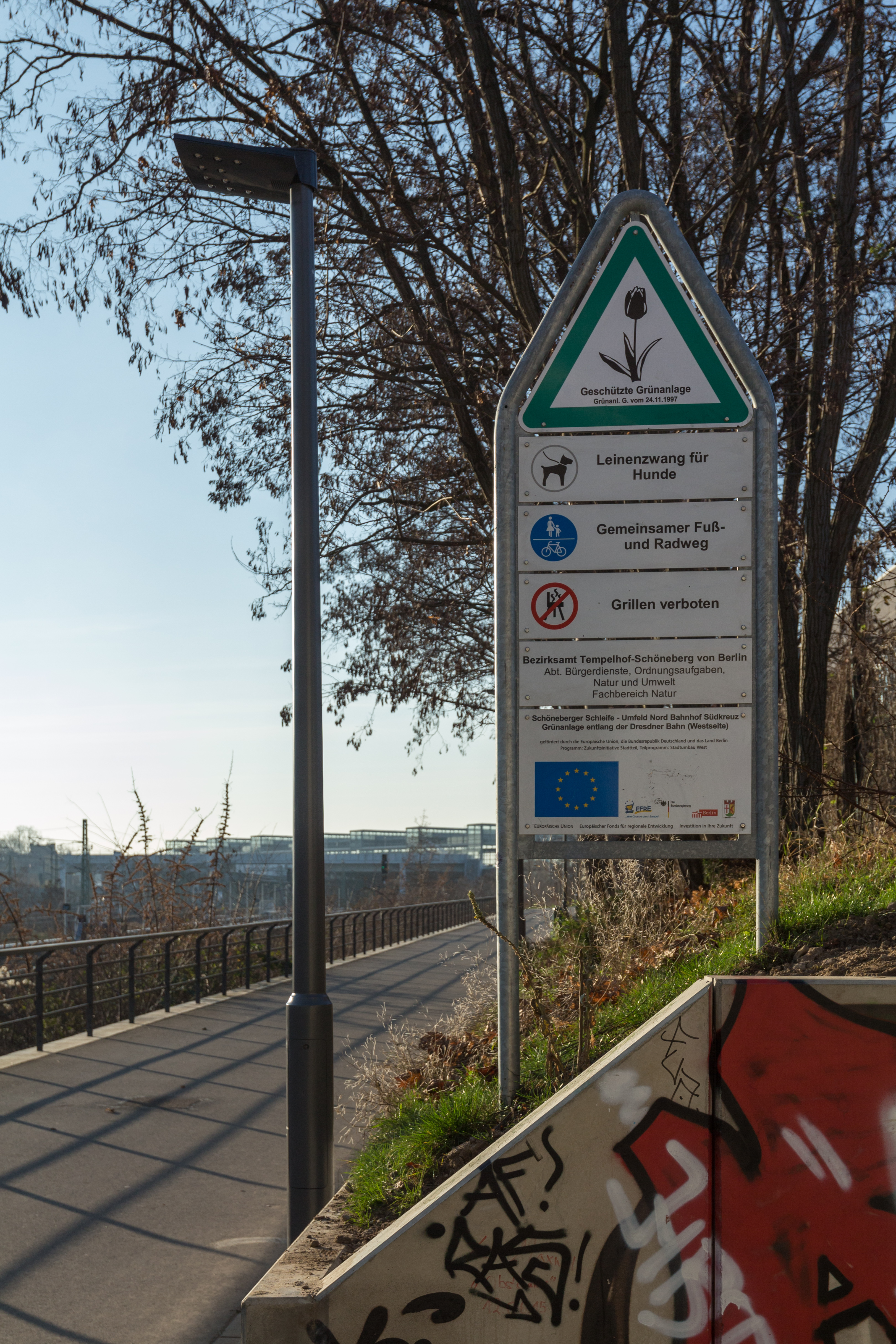
Hinweistafel mit dem Schild „Geschützte Grünanlage“ in Berlin

Eine geschützte Grünanlage ist eine Grünanlage, die durch rechtliche Festsetzungen besonderen Schutz genießt. In Deutschland haben viele Kommunen Satzungen aufgestellt, in denen sie die Nutzung ihrer Grünanlagen regeln, diese sind mit Schutzvorschriften ausgestattet. Besonderheiten ergeben sich in den Stadtstaaten Hamburg, Bremen und vor allem Berlin.

## Rechtliche Regelungen der Stadtstaaten
Das Grünanlagengesetz der Stadt Hamburg regelt die Ausweisung von Grünanlagen. Auf Grundlage dieses Gesetzes hat der Senat die Verordnung zum Schutz der öffentlichen Grün- und Erholungsanlagen erlassen, die die Pflichten der Benutzer im Detail festlegt. In Bremen regelt § 29 des Bremischen Naturschutzgesetzes die allgemeine Nutzung und stellt Sondernutzungen unter einen Erlaubnisvorbehalt. Eine amtliche Kennzeichnung der Grünflächen existiert in beiden Städten nicht.
Einziges Bundesland, das den Schutz seiner Grünanlagen auch im Detail gesetzlich regelt, ist Berlin, mit dem Grünanlagengesetz. Deshalb wird überwiegend in Berlin von geschützten Grünanlagen gesprochen. Nur die geschützten Grünanlagen Berlins werden mit dem sogenannten „Tulpenschild“ amtlich gekennzeichnet.

## Grünanlagen
Der Ausdruck Grünanlagen ist nicht gesetzlich geregelt. Grünanlagen gehören zu den Grünflächen nach dem Baugesetzbuch. Dieses regelt im Paragraph 5, dass im Flächennutzungsplan „die Grünflächen, wie Parkanlagen, Dauerkleingärten, Sport-, Spiel-, Zelt- und Badeplätze, Friedhöfe“ dargestellt werden können. Bei der Erhebung der im Kataster erfassten Nutzungsarten des Bodens sind Grünanlagen eine der Unterkategorien von Erholungsflächen, definiert als „Unbebaute Flächen, die vorherrschend der Erholung dienen“, angegeben werden Park, Spielplatz, Bolzplatz, Zoologischer Garten, Wildgehege, Botanischer Garten, Kleingarten, Wochenendplatz, Garten. Ein besonderer Schutz ist mit der Ausweisung einer Fläche zur Grünanlage nicht verbunden, sieht man davon ab, dass Flächennutzungspläne behördenverbindlich sind; das bedeutet, die Inhalte des Planwerks sind von allen öffentlichen Planungsträgern zu beachten. Dies gilt auch für die Darstellungen in einem Landschaftsplan oder Grünordnungsplan. Alle diese Festsetzungen haben Dritten, also auch Nutzern der Grünanlage gegenüber, keine Bindungswirkung.
Die nach dem Grünanlagengesetz geschützten Grünanlagen werden per Widmung ausgewiesen und in das Verzeichnis der öffentlichen Grün- und Erholungsanlagen aufgenommen, sie erhalten diesen Status also nicht automatisch. Auch die meisten kommunalen Grünanlagensatzungen enthalten ein Kataster oder eine Karte, in der die durch sie geschützten Grünanlagen aufgelistet sind. In wenigen Kommunen werden alle Grünanlagen pauschal, also ohne formelle Widmung, per Satzung geschützt.

## Pflichten
Im Wesentlichen regelt das Grünanlagengesetz die Pflichten, die Bürger bei der Benutzung der Anlagen einhalten müssen. Besonders hervorgehoben sind: Hunde müssen angeleint werden, auf Spielplätzen sind Hunde ganz verboten. Ballspielen und Grillen ist nur auf den dafür besonders ausgewiesenen Flächen erlaubt. Störender Lärm ist zu vermeiden. Müll darf nur in die dafür vorgesehenen Behältnisse entsorgt werden.

## Verhältnis zum Naturschutzrecht und zum Baurecht
Geschützte Grünanlagen werden nach dem Bundesnaturschutzgesetz nicht erfasst oder geregelt. Aus der Ausweisung als geschützte Grünanlage ergeben sich damit keine besonderen Rechte oder Pflichten, die über die allgemeinen Regelungen hinausgingen. Allerdings kann eine geschützte Grünanlage gleichzeitig, und unabhängig davon, auch einer Schutzkategorie nach dem Naturschutzrecht unterliegen, sie kann also zum Beispiel ein Landschaftsschutzgebiet oder ein Geschützter Landschaftsbestandteil sein oder Gesetzlich geschützte Biotope enthalten. Im Regelfall wäre sie dann im Gelände doppelt, mit zwei Schildern, ausgeschildert.
Im Baurecht sind verschiedenste Festsetzungen für Freiflächen und nicht überbaubare Grundflächen vorgesehen, die Vegetation tragen und im allgemeinen Sprachgebrauch auch Grünflächen genannt werden. Diese werden in § 9 Abs. 1 des Baugesetzbuches festgelegt. Grünanlagen können dort zum Beispiel als Flächen für den Gemeinbedarf sowie für Sport- und Spielanlagen, als Flächen zum Schutz, zur Pflege und zur Entwicklung von Boden, Natur und Landschaft oder als Flächen für das Anpflanzen von Bäumen, Sträuchern und sonstigen Bepflanzungen charakterisiert sein. Grünanlagen werden im Wesentlichen als öffentliche Grünflächen, oft mit der Zweckbestimmung Park, festgesetzt. Der Ausdruck Grünanlage selbst kommt hier nicht vor. Solche Festsetzung binden auch den Flächeneigentümer möglicherweise zum Erhalt oder zur Anlage von Grün, allerdings nur, wenn sie hinreichend bestimmt sind. Auch diese Festsetzungen bestehen unabhängig von, und gegebenenfalls zusätzlich zum Status der geschützten Grünanlage.